# Ficus hispida
Ficus hispida är en mullbärsväxtart som beskrevs av Carl von Linné d.y.. Ficus hispida ingår i släktet fikonsläktet, och familjen mullbärsväxter.

## Underarter
Arten delas in i följande underarter:
- F. h. badiostrigosa
- F. h. rubra

## Bildgalleri

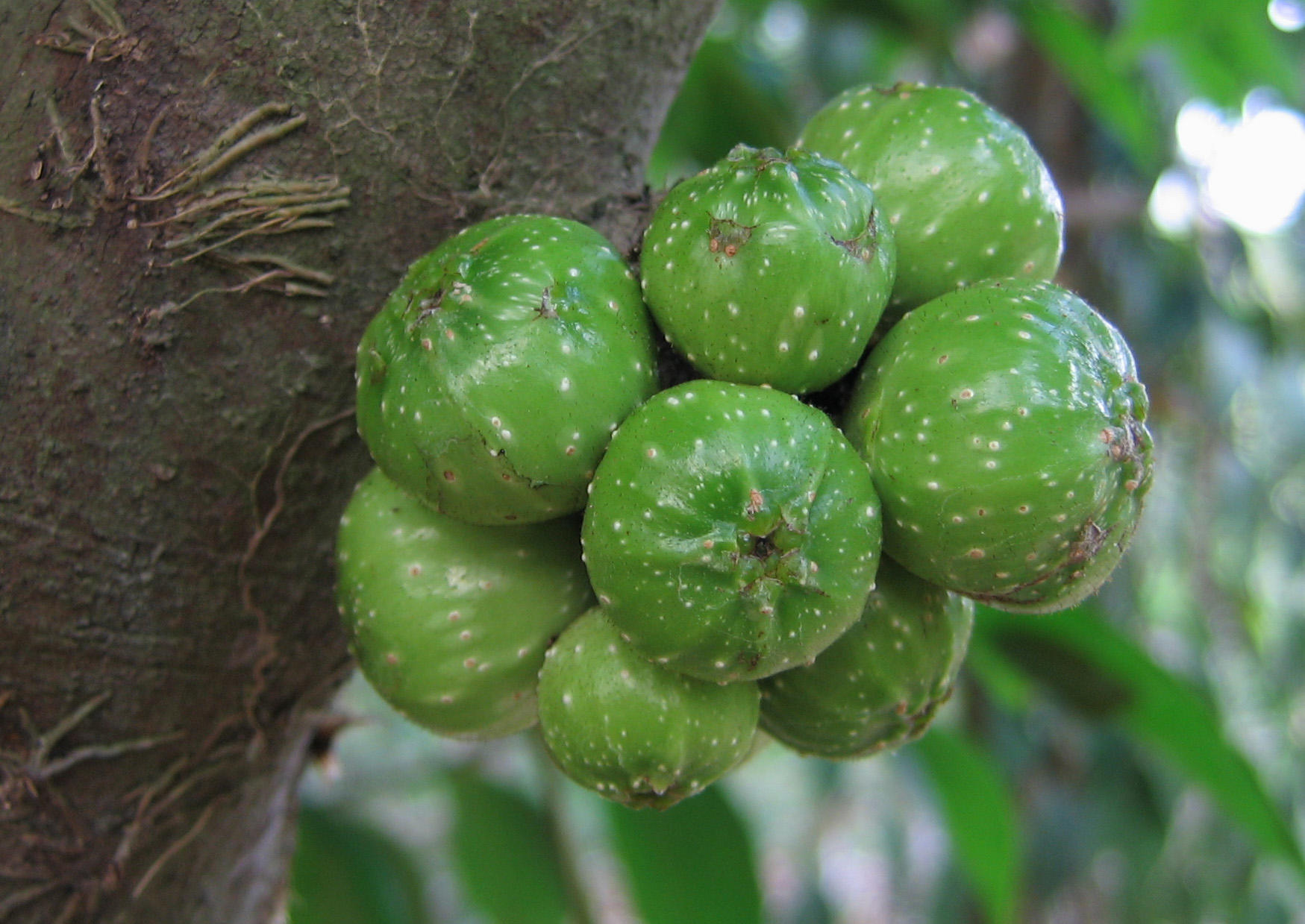
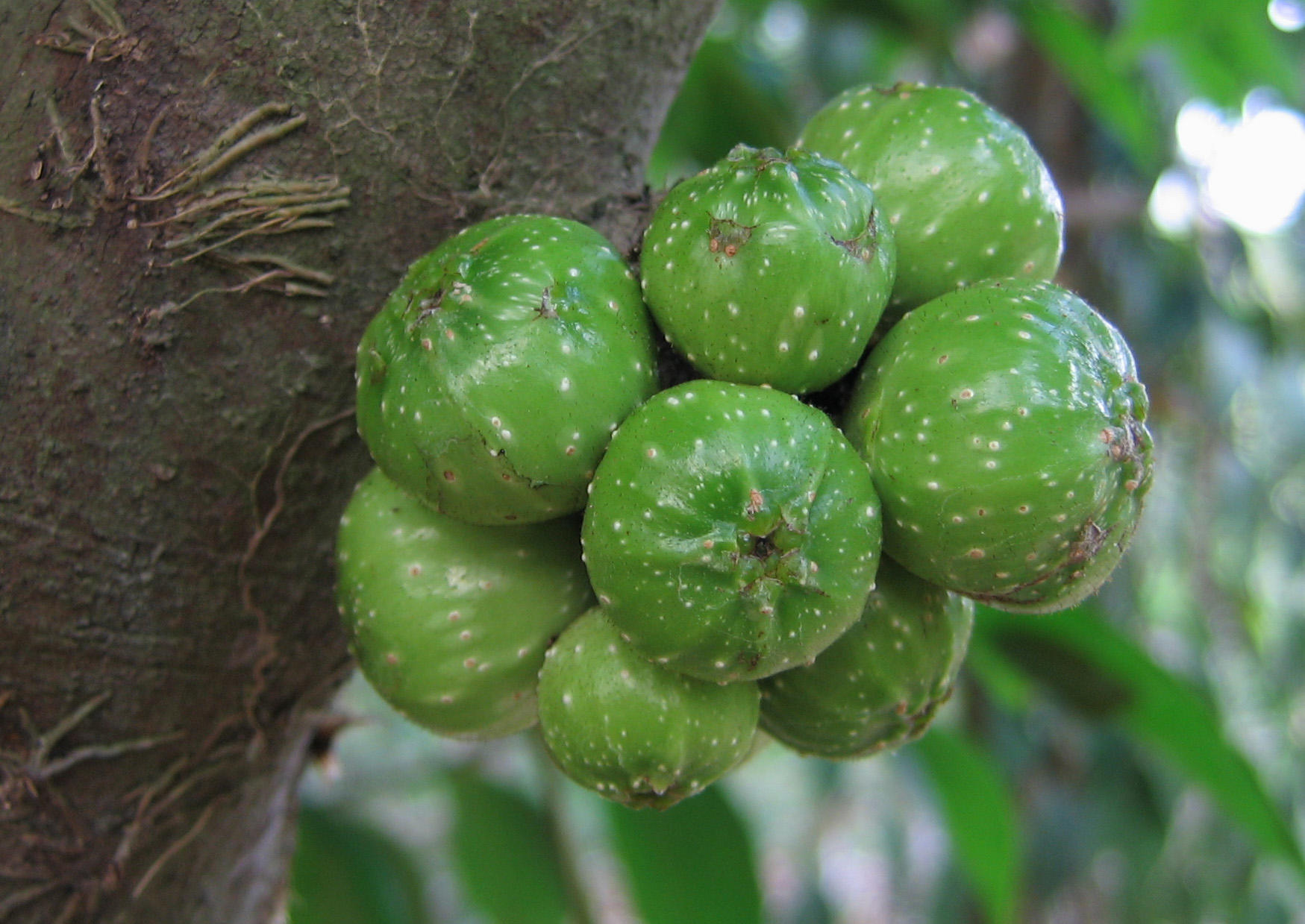
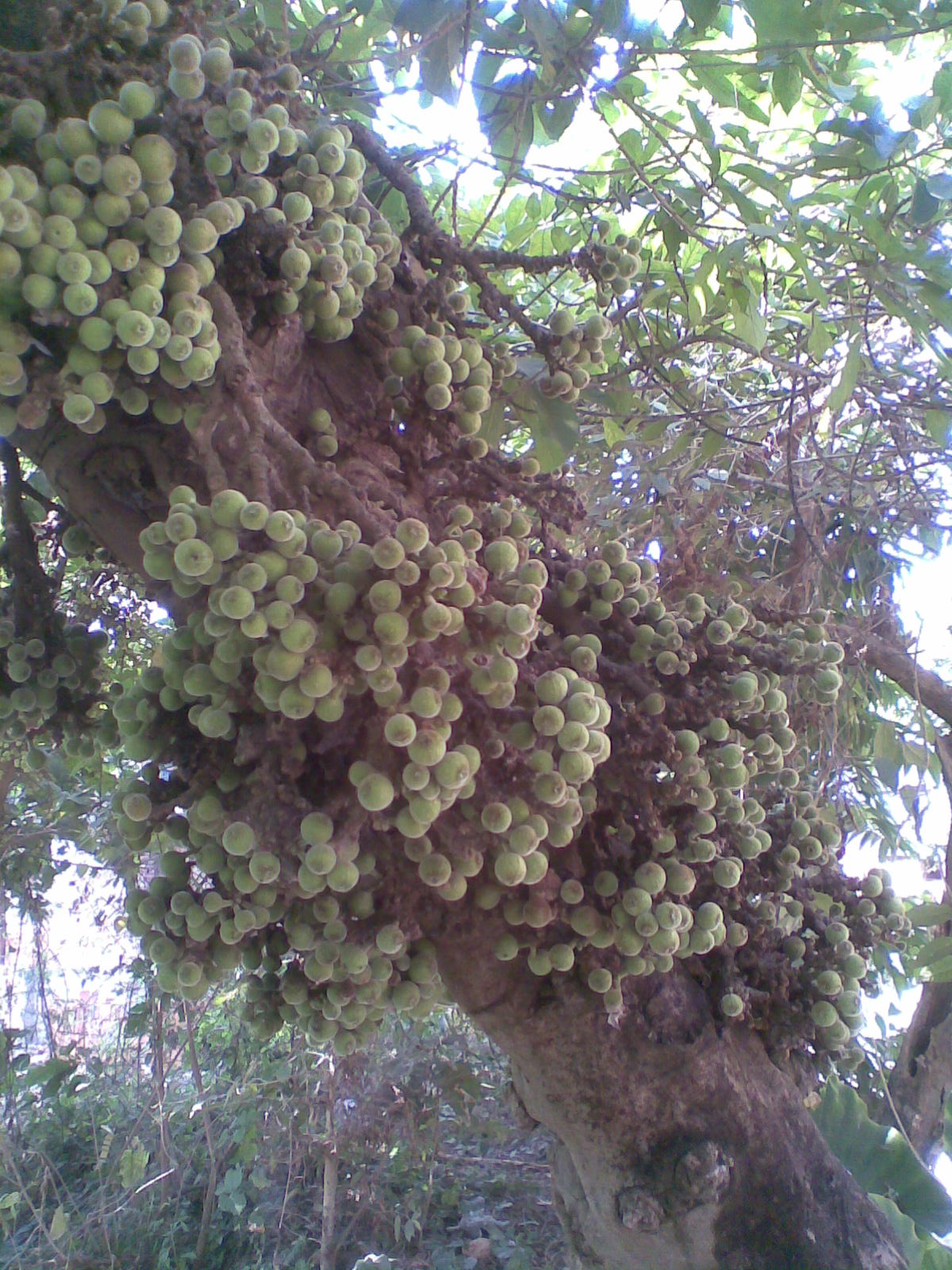
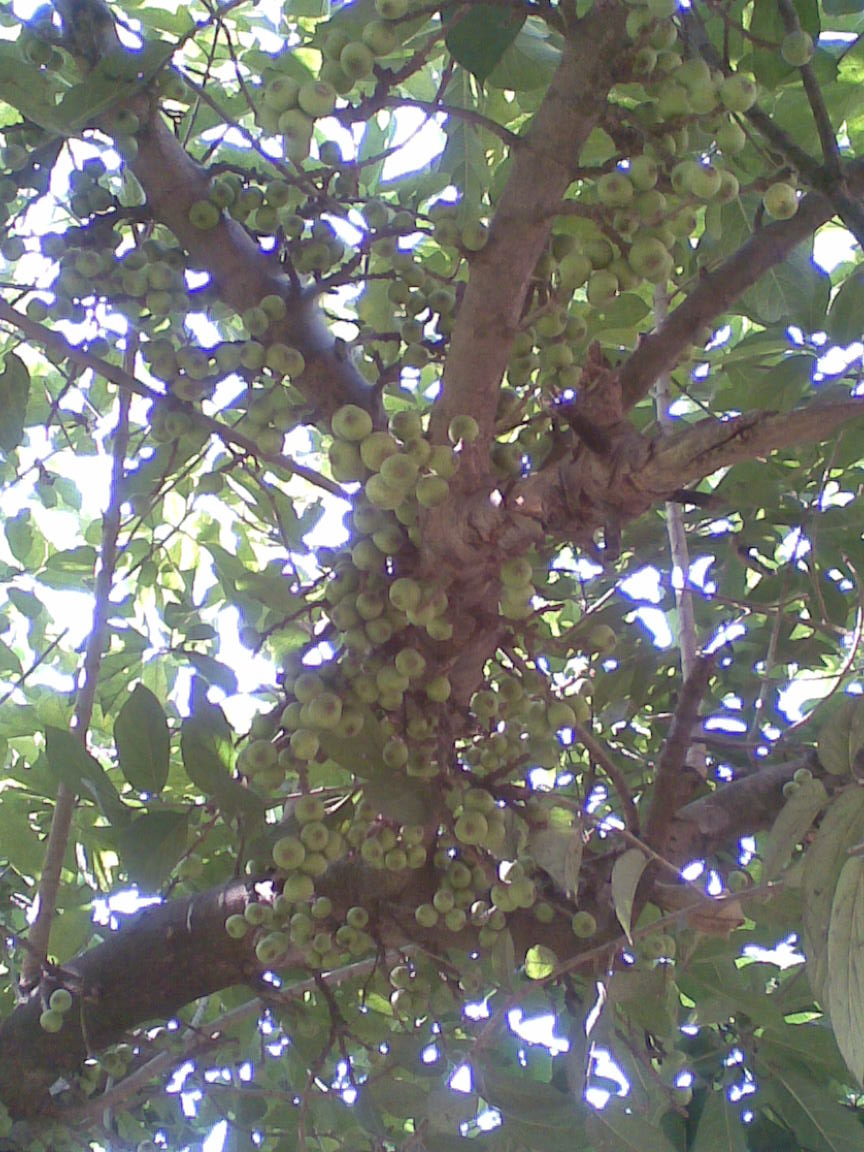
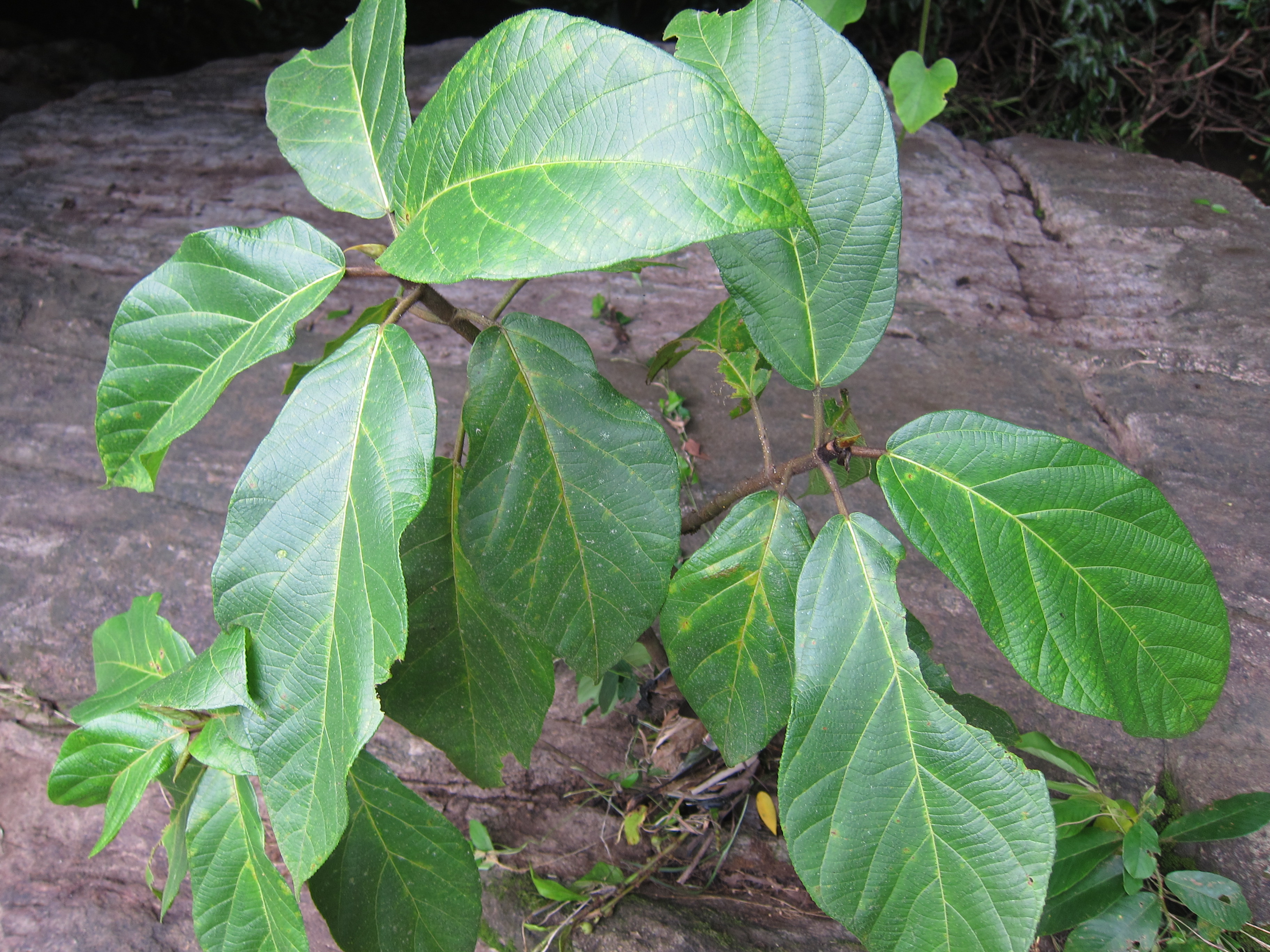
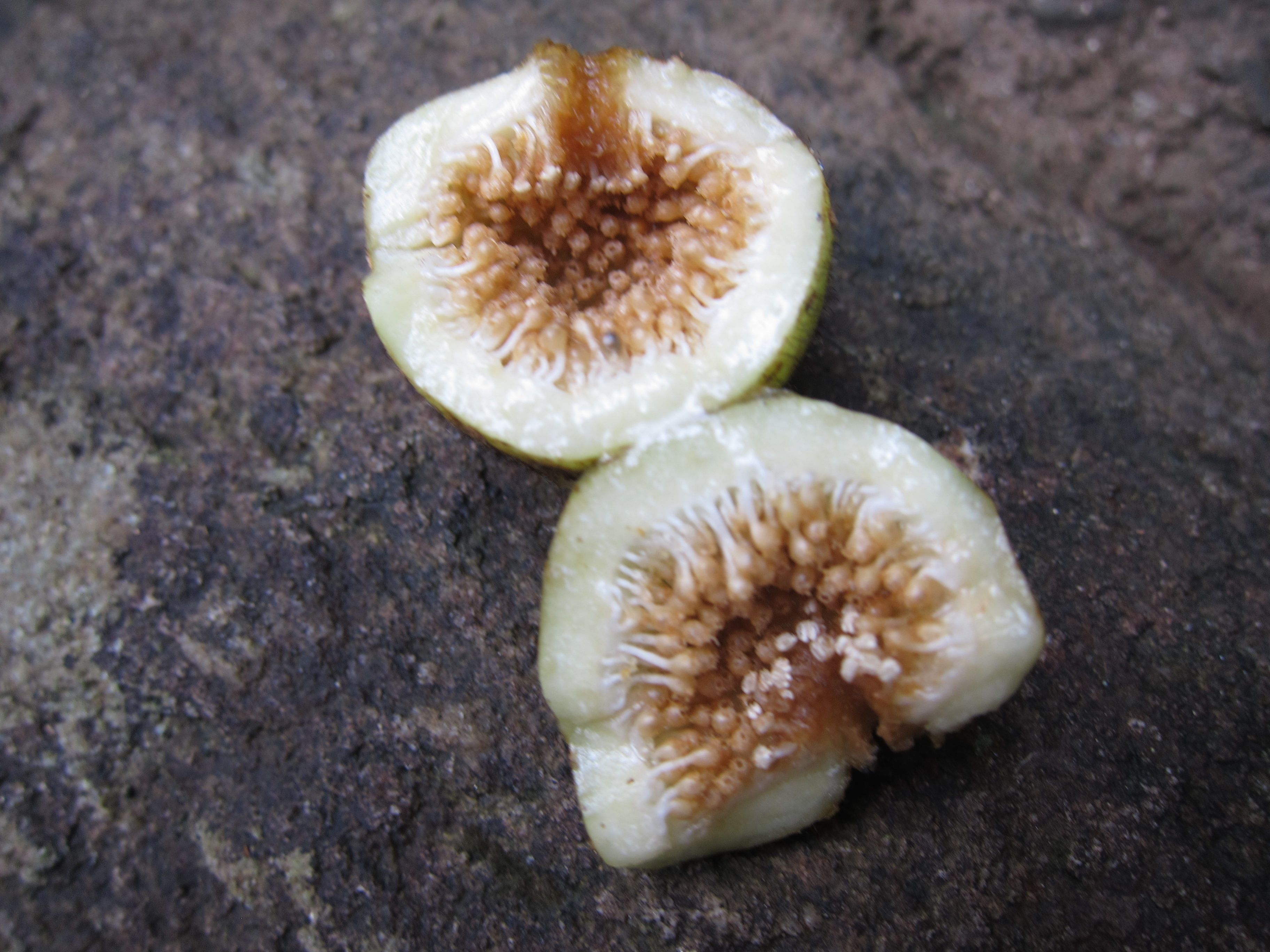